# Huszcza (województwo lubelskie)
Huszcza – wieś w Polsce, położona w województwie lubelskim, w powiecie bialskim, w gminie Łomazy.
Wieś Hoszcza ekonomii brzeskiej w drugiej połowie XVII wieku.
W latach 1954–1972 wieś należała i była siedzibą władz gromady Huszcza. W latach 1975–1998 miejscowość administracyjnie należała do województwa bialskopodlaskiego.
Na terenie wsi utworzono dwa sołectwa: Huszcza Pierwsza i Huszcza Druga. Według Narodowego Spisu Powszechnego z roku 2011 wieś liczyła 596 mieszkańców.

## Części wsi
| SIMC    | Nazwa            | Rodzaj    |
| ------- | ---------------- | --------- |
| 0014960 | Huszcza Druga    | część wsi |
| 0015013 | Huszcza Pierwsza | część wsi |

## Historia
Huszcza – jak opisano w wieku XIX, wieś oddalona o 2 mile od Kodnia  w powiecie bialskim, gminie Lubenka parafii Huszcza. Posiada kościół parafialny drewniany z r. 1772 i szkołę początkową. 
W 1827 r. było tu 194 domów i 939 mieszkańców.
W 1883 wieś posiadała 176 domów  i  1267 mieszkańców z gruntem  4745 mórg. Jest to wieś dawna i obszerna (jak podaje słownik), „obsiadła wyłącznie przez samą zagonową szlachtę, znaną z przywiązania do ziemi ojczystej, czego mieszkańcy tutejsi złożyli niejednokrotne dowody, zwłaszcza w końcu sejmu czteroletniego i w czasach następnych”.
Stary kościółek  w Huszczy zastąpiony był w drugiej połowie XIX w.  nową murowaną   świątynią, na którą rząd wyznaczył sumę rubli srebrnych 15 000, w zamian za pełen bogactw i starożytnych pamiątek zamknięty kościół infułacki w Kodniu. Parafia Huszcza o dacie powstania nieznanej, została  wcielona do parafii Kodeń w roku 1713. W 1883 oddzielona od Kodnia parafia Huszcza w dekanacie bialskim liczyła 2700 dusz.
W 1921 roku Huszcza liczyła 848 mieszkańców, z czego 844 stanowili Polacy, a 4 Ukraińcy (Rusini). 831 osób wyznawało rzymski katolicyzm, 3 prawosławie, 1 osoba inny odłam chrześcijaństwa, a 13 było wyznania mojżeszowego.